# Winden am See
Winden am See (en húngaro: Sásony) es una ciudad localizada en el Distrito de Neusiedl am See, estado de Burgenland, Austria.
- Datos: Q247547
- Multimedia: Winden am See / Q247547

1. ↑  Worldpostalcodes.org, código postal n.º 7092.